# Frédéric Passy
Frédéric Passy, född 20 maj 1822 i Paris, död 12 juni 1912 i Neuilly-sur-Seine, var en fransk ekonom, som starkt verkade för att lösa internationella tvister genom förhandlingar i stället för genom krig. Han var brorson till Hippolyte Passy och far till Paul Passy.

## Biografi
Passy erbjöds 1863 en professur i ekonomi, men vägrade motta den då han föraktade kejsardömet. Efter dess fall blev han medlem av nationalförsamlingen och 1881-89 av deputeradekammaren. Liberal till sin åskådning, försökte Passy avlägsna alla hinder för ett harmoniskt varuutbyte. Tvister mellan arbetsgivare och arbetare borde avgöras genom skiljedom, men ännu viktigare var, att skiljedom ersatte kriget som medel att avgöra tvister mellan folken. Han stiftade 1867 den första internationella fredsorganisationen och tog 1888 initiativet till Interparlamentariska unionen. 
För sitt oförtrutna arbete fick ha dela det första Nobels fredspris 1901 med Röda Korsets grundare Henri Dunant. Bland Passys skrifter märks Histoire du mouvement de la paix (1905).